# Confetti Combo
Confetti Combo was een Amsterdamse muziekband die in 1964 werd opgericht door pianist en bluesmuzikant Henk de Leeuw. De band maakte populaire popmuziek met teksten in het Nederlands en vertaalde ook bestaande Engelstalige nummers in het Nederlands. Ook werden persiflages gemaakt op bestaande Nederlandstalige nummers. De band had eind jaren zestig succes met twee hits in de Nederlandse Top 40.

## Oprichting en activiteiten
De naam werd gekozen omdat de oprichter confetti met kleurrijk associeerde en voor combo werd gekozen omdat de band uit meer of minder personen moest kunnen bestaan. Hoewel de naam 'Confetti Combo' een associatie zou kunnen oproepen met een feestorkest, was het eerder een allround muziekensemble. De bekende muziekproducer Willy Rex werd aangetrokken om de band te begeleiden.
Vanaf het begin bestond de band uit Henk de Leeuw (piano, orgel en solozang), Joop Smit (gitaar), Fons de Vré (basgitaar) en Carel Romijn (drums). De Leeuw kwam uit de Indische Buurt en de drie anderen uit de Spaarndammerbuurt. In het eerste jaar was Bram Wolters nog enige tijd bassist/saxofonist. Romijn zou later onder meer de vaste drummer worden van Toby Rix.
Na drie jaar werd De Vré opgevolgd door Ton Keverkamp, de eigenaar van een destijds bekende muziekinstrumentenwinkel Manhattan, aan de Reguliersgracht in Amsterdam die vele musici en vooral gitaristen als klant had als Wally Tax, Jan Akkerman, The Outsiders en de band Zen. De toenmalige manager van Zen, Nieuwe Revu-journalist en later hoofdredacteur Ton van Dijk stelde aan Keverkamp voor dat diens band een grammofoonplaat zou opnemen. Keverkamp zou later onder meer actief blijven als toetsenist en basgitarist in de band The Outsiders., Hij overleed in 2004.
In 1969 speelde de band life in de KRO studio tijdens het radioprogramma Tussen 12 en 2 van Felix Huizinga en Gerard Hulshoff.
Joop Smit stopte 1970 en werd opgevolgd door multi-instrumentalist Hans Overmeer en de Servisch Joegoslavische saxofonist Voja Petrovic, waardoor het Confetti Combo voor korte tijd een kwintet werd. Hans Overmeer verhuisde na een korte periode naar Emmeloord.
Na een decennium van platen maken en optreden werd de band in 1974 ontbonden. Keverkamp en Romijn gingen in diverse andere bands verder als muzikant.
Oprichter Henk de Leeuw die begonnen was als pianist doordat hij door financiële bijdragen van zijn grootmoeder vier jaar lang pianolessen mocht nemen begeleidde later vele bands waaronder ook eenmalig The Three Jacksons en de Selvera's en verhuisde in 1975 naar Alkmaar en vormde met anderen waaronder drummer Harvey van Straten en de saxofonisten Simon Dekker en Dick Remelink, die eerder in Ekseption speelde, een gelijkaardige band onder de titel Lion's Combo die de nummers ten gehore bleef brengen.. Ook speelde hij in het Zaanse dixielandorkest onder leiding van Bram Wolters.

## Platen en optredens
De platen werden uitgebracht via Ton van Dijk bij Phonogram. De band trad vanaf het begin live op in geheel Nederland waarbij eigen repertoire maar ook contemporaine hits van anderen vertolkt werden. Van Dijk regelde ook het pluggen van de platen.
Henk De Leeuw gaf interviews in Hilversum en was te gast in het TROS-radioprogramma Disco-drive-in met Jos Brink en Annet de Lange in 1969. Ook werd door hem geplugd bij de radioprogramma's van Ted de Braak (Draaijijofdraaiik) en Gerard de Vries bij Veronica.
De eerste single was Die Pil' met op de B-kant Ik weet dat jij niet nee kan zeggen. De plaat handelde over de vrijheid van het gebruiken van anticonceptie en omdat men in Hilversum daar niet aan toe was werd deze op ethische gronden geboycot. De B-kant was geschreven door de producer van de band Willy Rex die al bekendheid genoot als auteur van bekende meezingliedjes als  's avonds bij het licht der sterren, Rosie en Wilde Orchidee. Ondanks de boycot kwam de plaat terecht in de top 40 en bleef daar een week in staan met als hoogste positie 37.
Inmiddels is er (2024) een Single gekocht met sticker, waarop staat geschreven "mag niet gedraaid worden". Navraag uit betrouwbare bron vertelt, dat de single uit de prive collectie van Bull Verwey - Veronica oprichter/eigenaar - afkomstig is. Kennelijk was hij in 1969 solidair met de Hilversumse boycot?!
De tweede single was Hippe Mamma Hé en deze had meer succes, het was een vertaling van een hit, Yama, Yama, Hey, van de Belgische protestzanger Ferre Grignard. Deze belandde in de hitparade met als hoogste positie 29 en bleef er twee weken in staan.
De derde single, Manha Manha, een persiflage op de hit Mah Na Mah Na uit de documentairefilm Svezia, inferno e paradiso van regisseur Luigo Scattini werd geen succes terwijl de band hiermee live optrad in de oktoberaflevering van 1969 van het televisieprogramma Voor de vuist weg van Willem Duys.
Producer Willy Rex schreef nog de tekst en muziek van een vierde single, een persiflage op de mini - en maximode van die dagen met de titel Ik zie er geen been in. In de vijfmans bezetting werd het nummer opgenomen in de Wisseloord studio maar muzikaal en geluidstechnisch lukte het niet om hier een goed product van te maken en de opname werd uiteindelijk afgeblazen.
In 1999 verscheen bij Distortions Records USA nog de CD “Biet-Het is Prop! volume 2” (samengesteld door The Arnhem Institute Of Music, en vanaf vinyl gedigitaliseerd) waarop Die…Pil! van het Confetti Combo werd opgenomen.
In 2022 besteedde radiojournalist Jan Paparazzi in zijn AVRO/TROS radioprogramma Half Zes Half Zacht uitgebreid aandacht aan het Confetti Combo. In juli 2022 volgde nog een telefonisch interview in de uitzending met oprichter Henk de Leeuw.
Henk de Leeuw overleed op 31 oktober 2024 op 85-jarige leeftijd.